# George Kay
George Kay (Manchester, 21 settembre 1891 – Liverpool, 18 aprile 1954) è stato un allenatore di calcio e calciatore britannico, di ruolo difensore.

## Caratteristiche tecniche

### Giocatore
Giocava come difensore centrale.

## Carriera

### Giocatore
Nel 1911 ha giocato 3 partite con il Bolton, per poi passare in Irlanda del Nord al Lisburn Distillery, dove ha giocato per 4 anni, fino al 1915. Dopo la fine della prima guerra mondiale, nel 1919, ha ripreso a giocare, vestendo per 7 stagioni consecutive la maglia del West Ham Utd, dove è rimasto fino al 1926, per complessivi 4 campionati di seconda divisione e 3 di prima divisione, con 237 presenze e 15 reti in partite di campionato. Infine, nel 1927 ha giocato alcune partite con lo Stockport County per poi ritirarsi.

### Allenatore
Dal 1º dicembre 1929 al 31 maggio 1931 ha allenato il Luton Town in Third Division South (terza divisione inglese). Dalla stagione 1931-1932 alla stagione 1935-1936 è invece stato alla guida del Southampton, con cui per 5 anni di fila ha ottenuto piazzamenti di metà classifica nella seconda divisione inglese. Nell'agosto del 1936 si è accasato al Liverpool, nella massima serie inglese, campionato in cui ha ottenuto 3 piazzamenti consecutivi a metà classifica prima dell'interruzione dei campionati dovuta alla seconda guerra mondiale. Anche nel periodo post-bellico è stato riconfermato alla guida dei Reds, con cui nella stagione 1946-1947 ha anche vinto un campionato; anche in questi anni, ad eccezione della stagione 1946-1947 il club di Liverpool con Kay ha sempre ottenuto piazzamenti di metà classifica (mai sopra il nono posto, mai sotto il dodicesimo), fino alle dimissioni per motivi di salute avvenute il 30 gennaio 1951, che di fatto hanno chiuso la sua carriera da allenatore.

## Statistiche

### Statistiche da allenatore
| Stagione           | Squadra            | Campionato         | Campionato | Campionato | Campionato | Campionato | Coppe nazionali | Coppe nazionali | Coppe nazionali | Coppe nazionali | Coppe nazionali | Coppe continentali | Coppe continentali | Coppe continentali | Coppe continentali | Coppe continentali | Altre coppe | Altre coppe | Altre coppe | Altre coppe | Altre coppe | Totale | Totale | Totale | Totale | % Vittorie | Piazzamento |
| Stagione           | Squadra            | Comp               | G          | V          | N          | P          | Comp            | G               | V               | N               | P               | Comp               | G                  | V                  | N                  | P                  | Comp        | G           | V           | N           | P           | G      | V      | N      | P      | %          | Piazzamento |
| ------------------ | ------------------ | ------------------ | ---------- | ---------- | ---------- | ---------- | --------------- | --------------- | --------------- | --------------- | --------------- | ------------------ | ------------------ | ------------------ | ------------------ | ------------------ | ----------- | ----------- | ----------- | ----------- | ----------- | ------ | ------ | ------ | ------ | ---------- | ----------- |
| dic. 1929-1930     | Luton Town         | TDS                | 26         | 9          | 7          | 10         | FACup           | -               | -               | -               | -               | -                  | -                  | -                  | -                  | -                  | -           | -           | -           | -           | -           | 26     | 9      | 7      | 10     | 34,62      | Sub. 13º    |
| 1930-1931          | Luton Town         | TDS                | 42         | 19         | 8          | 15         | FACup           | 3               | 1               | 1               | 1               | -                  | -                  | -                  | -                  | -                  | -           | -           | -           | -           | -           | 45     | 20     | 9      | 16     | 44,44      | 7º          |
| Totale Luton Town  | Totale Luton Town  | Totale Luton Town  | 68         | 28         | 15         | 25         |                 | 3               | 1               | 1               | 1               |                    | -                  | -                  | -                  | -                  |             | -           | -           | -           | -           | 71     | 29     | 16     | 26     | 40,85      |             |
| 1931-1932          | Southampton        | SD                 | 42         | 17         | 7          | 18         | FACup           | 2               | 0               | 1               | 1               | -                  | -                  | -                  | -                  | -                  | -           | -           | -           | -           | -           | 44     | 17     | 8      | 19     | 38,64      | 14º         |
| 1932-1933          | Southampton        | SD                 | 42         | 18         | 5          | 19         | FACup           | 1               | 0               | 0               | 1               | -                  | -                  | -                  | -                  | -                  | -           | -           | -           | -           | -           | 43     | 18     | 5      | 20     | 41,86      | 12º         |
| 1933-1934          | Southampton        | SD                 | 42         | 15         | 8          | 19         | FACup           | 2               | 1               | 0               | 1               | -                  | -                  | -                  | -                  | -                  | -           | -           | -           | -           | -           | 44     | 16     | 8      | 20     | 36,36      | 14º         |
| 1934-1935          | Southampton        | SD                 | 42         | 11         | 12         | 19         | FACup           | 2               | 1               | 0               | 1               | -                  | -                  | -                  | -                  | -                  | -           | -           | -           | -           | -           | 44     | 12     | 12     | 20     | 27,27      | 19º         |
| 1935-1936          | Southampton        | SD                 | 42         | 14         | 9          | 19         | FACup           | 1               | 0               | 0               | 1               | -                  | -                  | -                  | -                  | -                  | -           | -           | -           | -           | -           | 43     | 14     | 9      | 20     | 32,56      | 17º         |
| Totale Southampton | Totale Southampton | Totale Southampton | 210        | 75         | 41         | 94         |                 | 8               | 2               | 1               | 5               |                    | -                  | -                  | -                  | -                  |             | -           | -           | -           | -           | 218    | 77     | 42     | 99     | 35,32      |             |
| 1936-1937          | Liverpool          | FD                 | 42         | 12         | 11         | 19         | FACup           | 1               | 0               | 0               | 1               | -                  | -                  | -                  | -                  | -                  | -           | -           | -           | -           | -           | 43     | 12     | 11     | 20     | 27,91      | 18º         |
| 1937-1938          | Liverpool          | FD                 | 42         | 15         | 11         | 16         | FACup           | 5               | 2               | 2               | 1               | -                  | -                  | -                  | -                  | -                  | -           | -           | -           | -           | -           | 47     | 17     | 13     | 17     | 36,17      | 11º         |
| 1938-1939          | Liverpool          | FD                 | 42         | 14         | 14         | 14         | FACup           | 3               | 2               | 0               | 1               | -                  | -                  | -                  | -                  | -                  | -           | -           | -           | -           | -           | 45     | 16     | 14     | 15     | 35,56      | 11º         |
| 1945-1946          | Liverpool          | -                  | -          | -          | -          | -          | FACup           | 4               | 3               | 0               | 1               | -                  | -                  | -                  | -                  | -                  | -           | -           | -           | -           | -           | 4      | 3      | 0      | 1      | 75,00      | -           |
| 1946-1947          | Liverpool          | FD                 | 42         | 25         | 7          | 10         | FACup           | 6               | 4               | 1               | 1               | -                  | -                  | -                  | -                  | -                  | -           | -           | -           | -           | -           | 48     | 29     | 8      | 11     | 60,42      | 1º          |
| 1947-1948          | Liverpool          | FD                 | 42         | 16         | 10         | 16         | FACup           | 2               | 1               | 0               | 1               | -                  | -                  | -                  | -                  | -                  | -           | -           | -           | -           | -           | 44     | 17     | 10     | 17     | 38,64      | 11º         |
| 1948-1949          | Liverpool          | FD                 | 42         | 13         | 14         | 15         | FACup           | 4               | 2               | 1               | 1               | -                  | -                  | -                  | -                  | -                  | -           | -           | -           | -           | -           | 46     | 15     | 15     | 16     | 32,61      | 12º         |
| 1949-1950          | Liverpool          | FD                 | 42         | 17         | 14         | 11         | FACup           | 7               | 5               | 1               | 1               | -                  | -                  | -                  | -                  | -                  | -           | -           | -           | -           | -           | 49     | 22     | 15     | 12     | 44,90      | 8º          |
| 1950-gen. 1951     | Liverpool          | FD                 | 30         | 11         | 7          | 12         | FACup           | 1               | 0               | 0               | 1               | -                  | -                  | -                  | -                  | -                  | -           | -           | -           | -           | -           | 31     | 11     | 7      | 13     | 35,48      | Eson.       |
| Totale Liverpool   | Totale Liverpool   | Totale Liverpool   | 324        | 123        | 88         | 113        |                 | 33              | 19              | 5               | 9               |                    | -                  | -                  | -                  | -                  |             | -           | -           | -           | -           | 357    | 142    | 93     | 122    | 39,78      |             |
| Totale carriera    | Totale carriera    | Totale carriera    | 602        | 226        | 144        | 232        |                 | 44              | 22              | 7               | 15              |                    | -                  | -                  | -                  | -                  |             | -           | -           | -           | -           | 646    | 248    | 151    | 247    | 38,39      |             |

## Palmarès

### Giocatore

#### Competizioni nazionali
- Gold Cup: 1

Lisburn Distillery: 1914

### Allenatore

#### Competizioni nazionali
- Campionato inglese: 1

Liverpool: 1946-1947